# Onthophagus incollaris
Onthophagus incollaris är en skalbaggsart som beskrevs av Kabakov 2008. Onthophagus incollaris ingår i släktet Onthophagus och familjen bladhorningar. Inga underarter finns listade i Catalogue of Life.